# Ara Pacis
'Ara Pacis' Augustae  (lat. Oltar veličanstvenog mira) je monumentalni oltar koji je napravljen po naredbi senata, od 13. pr. Kr. - 9. g., kako bi se proslavio Augustov pobjednički povratak iz Galije i Španjolske.

Na reljefima koji ispunjavaju cijelu površinu kvadratnog svetišta prikazana je carska obitelj sa simbolima vjerske pobožnosti i plodonosne zemljoradnje. Oltarni ukrasi naglašavaju Augustovu važnost u održavanju mira i blagostanja u Rimu, tzv. "Pax Romana" ili stogodišnji mir.
Ovaj zavjetni objekt najšire izražava carsku koncepciju portreta. Na licima iz svečanog mimohoda prevladava realistični naglasak bez insistiranja na pojedinostima, samo jednostavan ritam nabora koji su pokrenuti svečanim hodom.

## Poveznice
- Rim
- Umjetnost starog Rima
- Rimsko Carstvo

## Vanjske poveznice
- Samuel Ball Platner, Topografski rječnik starog Rima: Ara Pacis (engleski).
- Službena web stranica Ara Pacis muzeja na engleskom.  Arhivirana inačica izvorne stranice od 2. srpnja 2007. (Wayback Machine)
- Nekoliko stranica s fotografijama.
- Članak iz New York Times, 25. rujna 2006., "Nagovještaj modenrizma u starom Rimu", Nicolai Ouroussoff.
- Opis s Richardmeier.com: Ara Pacis.
- Ara Pacis Museum.com